# Bürgermeisterei Heidenburg
Die Bürgermeisterei Heidenburg im Landkreis Trier im Regierungsbezirk Trier in der preußischen Rheinprovinz war eine Bürgermeisterei mit 3 Dörfern und 1 Mühle, welche 117 Feuerstellen und 940 Einwohner hatten (Stand 1828).
Darin die Dörfer:
- Büdlich mit 1 Katholischen Pfarrkirche, 1 Mühle, 30 Feuerstellen und 224 Einwohnern sowie Schieferbrüchen
- Heidenburg mit 56 Feuerstellen und 480 Einwohnern
- Breit mit 31 Feuerstellen und 236 Einwohnern